# Édouard Ménétries
Jean-Maurice Édouard Ménétriès (russificado: Édouard Pétrovitch Ménétrié; em russo: Эдуард Петрович Менетрие; Paris, 2 de outubro de 1802 — São Petersburgo, 10 de abril de 1861) foi um entomólogo, ornitólogo e herpetólogo francês. É responsável pela descrição de diversas espécies de insetos, mais notavelmente de lepidópteros e coleópteros, além de aves, répteis e anfíbios. Também se tornou conhecido por ser o primeiro entomólogo a receber um salário por seu trabalho na Rússia, e por fundar a Sociedade Entomológica Russa.
Ménétries nasceu em Paris, onde tornou-se aluno um de Georges Cuvier e Pierre André Latreille. Estes recomendaram-lhe como zoólogo para a expedição russa no Brasil, em 1822, liderada por Baron von Langsdorff, importante diplomata russo. Ao retornar, Ménétriés foi nomeado curador do Museu Zoológico de São Petersburgo. Posteriormente, em 1829, foi enviado pelo czar Nicolau I da Rússia à uma expedição ao Cáucaso.
Estudou insetos trazidos nas expedições dos naturalistas Alexander von Middendorf (1842–1845) e Leopold von Schrenck (1853–1857), vindas da Califórnia, do Alasca e, além de tudo, da Sibéria. Atualmente, estas coleções se encontram no museu da Academia de Ciências da Rússia e no Museu Zoológico de Moscou. Édouard foi responsável por contribuir com o desenvolvimento dos estudos sobre entomologia na Rússia.

## Biografia

### Nascimento, educação e primeiros trabalhos
Édouard Ménétriés nasceu em 2 de outubro de 1802, em Paris, França. Durante sua juventude, passa a estudar sobre história natural, sendo os professores os naturalistas franceses, Georges Cuvier, "pai fundador da paleontologia" e Pierre Latreille, "príncipe da entomologia". Entre 1821 e 1825, após recomendação destes últimos, Édouard expediu como um dos zoólogos em uma expedição russa à região interior do Brasil, onde, liderados pelo Baron von Langsdorff, realizaram um importante inventário sobre a história natural do país. Nesta expedição, Édouard adquiriu experiência sobre a área, escrevendo diversas anotações sobre zoologia. Após retornar da expedição ao Brasil, recebeu um convite de Langsdorff para São Petersburgo, onde desembarcou em 1826 e se inscreveu na equipe de Kunstkamera no cargo de curador das coleções zoológicas. Ele recebeu um apartamento às custas do governo e um salário de 2.500 rublos por ano.

### Expedição ao Cáucaso
Na Rússia, sua primeira viagem, também a de mais longa duração realizada por Ménétriès, teve destino ao Cáucaso, que ainda sofria com os efeitos das diversas guerras que ocorriam na região à época. Esta expedição, de intuito acadêmico, foi organizada pelo general Emmanuel, membro da academia, além de comandante do exército no Cáucaso. A expedição teve a presença do físico A.Ya. Kupfer, do geógrafo E.F. Lenz e do botânico K.A. Meyer, enquanto Ménétriès contribuía na parte zoológica. Após atravessarem por Moscou, Rostóvia e Stavropol, os pesquisadores chegaram à fortificação Kamennyi Most, no rio Malka, onde estava situado o estado-maior do general Emmanuel.
Emmanuel, junto ao seu filho, além de várias outras pessoas se juntaram a eles. Sob a proteção de 650 soldados, 350 cossacos e dois canhões, o grupo se mudou para Elbruz e acampou no sopé da montanha. No dia 21 de julho (9 de julho, no calendário juliano) foram realizados dois dias de escalada do Elbruz. No primeiro dia, os exploradores chegaram ao limite da grande fronteira de neve e lá passaram a noite. No segundo dia eles começaram a escalar o pico.
Porém, não sucederam em escalar o pico. Ao chegarem a uma altitude de 4.700 m, o sol já havia nascido e a cobertura de neve derreteu parcialmente, o que impossibilitou novas expedições. Apenas um guia, o cabardiano Kilar Khashirov, chegou ao pico. Então, por um mês, a expedição examinou a área de Elbruz, coletando grandes quantidades de material científico. Depois eles voltaram para Piatigorsk. Lá os participantes receberam instrução acadêmica segundo a qual Lenz, Meyer e Ménétriès deveriam continuar sua viagem para estudar a costa do Cáspio até a fronteira persa.
No final de agosto, eles deixaram Piatigorsk, chegando à fortaleza Groznaya, de onde partiram no final de outubro com uma escolta cossaca para Khasavyurt, cruzaram Sulak, viajaram à costa do Cáspio através de Derbente e Cubã, e chegaram a Bacu em 21 de dezembro. No inverno, eles examinaram vulcões de lama e descargas de petróleo e gás na península de Absheron. Em 27 de abril (9 de maio), Ménétriès e Meyer se mudaram de Bacu para o sul através de Salyan, a parte sul da estepe de Mugã e a costa da baía de Qızılağac. Após 20 dias eles chegaram em Lenkoran.
Eles examinaram florestas de planície e sopé com fauna e flora extremamente interessantes e, em seguida, fizeram uma viagem de um mês para as montanhas perto da depressão Zuvand, onde coletaram abundantes materiais entomológicos. Quando voltaram a Lenkoran no final de junho, uma epidemia de cólera assolou a cidade e eles rapidamente se mudaram para Bacu e depois para Cubã, de onde subiram as encostas das montanhas Shahdagh e Beshbarmak até a zona subalpina. Em Cubã encontraram novamente uma epidemia de cólera. Eles se mudaram para Piatigorsk e partiram de lá em meados de outubro. Mas por causa de estradas intransitáveis e quarentenas de cólera, eles retornaram a São Petersburgo no final de dezembro.
Em 1831, Ménétriès publicou “Catalogue raisonné des objets de zoologie recueillis dans un voyage au Caucase et jusqu'aux frontières de la Perse”. Esse primeiro grande trabalho científico sobre a fauna caucasiana continha descrições de várias centenas de espécies de insetos caucasianos, principalmente besouros e borboletas; que até hoje mantém importância como fonte de estudo dos animais do Cáucaso.

### Curadoria do Museu Zoológico
Em São Petersburgo, Ménétriès, como novo curador, começou a reorganizar as coleções. Antes disso, o método de definir coleções no Kunstkamera era totalmente não científico.
As coleções eram expostas em vitrines com tampas de vidro agrupadas de tal forma que um inseto grande e colorido, uma borboleta ou um besouro foi colocado no centro e diferentes espécies foram dispostas radialmente, simetricamente sempre que possível. No centro, cada raio começava com um pequeno inseto que era seguido por insetos maiores para que a caixa ficasse completamente preenchida. Definida dessa forma, a coleção não tinha valor científico, pois mesmo as encomendas eram misturadas de forma pitoresca, refletindo as ideias estéticas de quem montava a coleção.
Não foram aplicadas etiquetas com identificações dos insetos: geralmente faltavam informações sobre sua origem. Menetries dividiu a coleção por ordem, identificou o material sempre que possível e organizou a coleção em ordem sistemática. Grande parte do material que não tinha rótulos e sofria de pragas e mofo foi descartado. Quando o Museu Zoológico da Academia de Ciências foi inaugurado oficialmente em 1832, Ménétriès foi designado curador de suas coleções entomológicas. Ele manteve essa posição até o fim de sua vida.
A nova coleção do Museu Zoológico foi baseada em espécimes coletados por Ménétriès no Brasil e no Cáucaso. Mais tarde, a rica coleção de Arvid David Hummel, que consistia principalmente de insetos da província de São Petersburgo, e uma coleção pequena, mas interessante, das proximidades de Irkutsk, foram adicionadas ao museu. Não era fácil para Ménétriès viver e trabalhar. Seu salário crescia mais lentamente que o custo de vida e dificilmente era possível manter sua família com aquele salário. Ménétriès ganhou dinheiro adicional dando aulas no Instituto Smolny (uma faculdade para meninas de origem nobre) e outras faculdades.
Em 1855, foi eleito membro correspondente da Academia de Ciências, mas nessa altura não lhe proporcionava qualquer vantagem em termos de bem-estar material, nem sequer tinha assistente no museu. Nas décadas de 1830 a 1850, o museu recebeu vastas coleções zoológicas de diferentes regiões do Império Russo, incluindo a América Russa, e por meio de trocas de coleções com museus estrangeiros, mas não havia armários e estojos suficientes. Sob condições tão difíceis, Ménétriès havia feito muito, principalmente em besouros e borboletas.
Estudou a fauna da Rússia europeia e da Sibéria; publicou um dos primeiros trabalhos sobre a fauna do Cazaquistão com base nas coleções do famoso viajante S. Karelin (bisavô do poeta Alexander Blok). Ele examinou coleções de A. Leman, um médico e naturalista que foi enviado em uma missão política russa para Quiva e Bucara (quase não estudado na época), e que morreu no caminho de volta da Ásia Central.
Assim, lançaram-se as bases do conhecimento sobre a entomofauna dessas áreas e estabeleceram-se as coleções sobre as quais se baseou esse conhecimento. A fim de lidar com a enorme quantidade de trabalho técnico e ter tempo para investigações, Ménétriès procurou a ajuda de um pequeno grupo de amadores de São Petersburgo em entomologia (principalmente colecionadores de borboletas e besouros).
Eles prepararam e rotularam os insetos que foram incluídos na coleção. Para esse serviço receberam exemplares duplicados. Aspectos negativos dessa prática logo se tornaram aparentes. Alguns amadores aproveitaram a confiança de Ménétriès. Um papel particularmente negativo foi desempenhado por V.I. Motschulsky começando em meados da década de 1850. Este homem muito enérgico, coronel do Estado-Maior, dono de uma enorme coleção e autor de inúmeras obras sobre sistemática de besouros e alguns sobre outros insetos, sugeriu que ele identificasse e ordenasse a coleção de coleópteros.
Ele cuidou da coleção do museu como se fosse sua: levou para casa pacotes inteiros de material, guardou os espécimes mais interessantes, usou duplicatas para fins de troca e devolveu ao museu apenas o que restava. Seu exemplo foi seguido por outros colecionadores que examinaram Hymenoptera, Heteroptera e outros grupos.
No final de sua vida, Ménétriès estudou principalmente borboletas, que estão, portanto, em melhor estado de conservação do que outras ordens de insetos. Quando ele morreu no início de 1861, seu sucessor, A.F. Moravits, teve que fazer muito esforço para colocar a coleção em ordem e regular o acesso a ela. As relações com Motschulsky foram encerradas. Ele trouxe sua coleção para Moscou; após sua morte, a coleção foi depositada no Museu Zoológico da Universidade de Moscou.

### Criação da Sociedade Entomológica Russa
O círculo de entomologistas amadores em torno de Ménétriès desempenhou um papel positivo no desenvolvimento da entomologia na Rússia. Era o núcleo da Sociedade Entomológica Russa (de 1930 a 1992 da-união). O primeiro projeto da sociedade surgiu no início de 1848, mas conforme consta no jornal comemorativo dos 50 anos da Sociedade (1910). “Por circunstâncias da época, não apenas a realização dessa ideia foi adiada, mas até mesmo as reuniões privadas foram interrompidas”.
Isso aconteceu porque Nicolau I, assustado com o movimento revolucionário de 1848 na Europa, tinha medo até das sociedades e reuniões científicas. Não foi até depois de sua morte que o movimento para a organização da sociedade começou no reinado de Alexandre II, que era mais liberal, e com a ajuda da grã-princesa Helena Pavlovna, viúva de Mikhail Pavlovich, tio de Alexandre II.
Em 1859, a permissão foi, finalmente, concedida. A reunião organizadora da Sociedade Entomológica Russa ocorreu em 25 de fevereiro de 1860 no grande apartamento oficial do general K. Manderstern, superintendente da Fortaleza de São Pedro e São Paulo. Seu filho, coronel da Guarda, estava entre os organizadores da sociedade. A reunião contou com a presença de 30 pessoas, incluindo os acadêmicos Johann Friedrich von Brandt, Karl Ernst von Baer (primeiro presidente da Sociedade Entomológica Russa) e Alexander von Middendorff, explorador e pesquisador siberiano. Sete fundadores da sociedade eram oficiais. Ménétriès, que estava gravemente doente, não pôde comparecer à reunião.
Édouard Pétrovitch Ménétriè morreu em 10 de abril de 1861, aos 58 anos, na cidade de São Petersburgo, no antigo Império Russo, um ano depois da reunião, em decorrência dos efeitos da doença.

## Descrições
- Ablepharus bivittatus (Ménétriès, 1832)
- Amphidasis middendorfii (Ménétriès, 1858)
- Cecropterus evenus (Ménétriès, 1855)
- Cercomacra melanaria (Ménétriès, 1835)
- Chrysolina septentrionalis (Ménétriès, 1851)
- Colaphellus sophiae hoefti (Ménétriès, 1858)
- Colias fieldii (Ménétriès, 1858)
- Conopophaga melanogaster (Ménétriès, 1835)
- Daimio tethys (Ménétriès, 1857)
  - Daimio tethys tethys (Ménétriès, 1858)
- Eirenis collaris (Ménétriès, 1832)
- Eustenomacidius luridus (Ménétriès, 1848)
- Hemorrhois ravergieri (Ménétriès, 1832)
- Kirinia epimenides (Ménétriès, 1859)
- Laemocharis ignicolor (Ménétriès, 1857)
- Leptorhynchus (Ménétriès, 1835)
  - Leptorhynchus guttatus (Ménétriès, 1835)
- Marmaronetta angustirostris (Ménétriès, 1832)
- Melanis cephise (Ménétriès, 1855)
- Melitaea athalia var. ambigua (Ménétriès, 1859)
- Microceris variicolor (Ménétriès, 1855)
- Myrmotherula unicolor (Ménétriès, 1835)
- Nymphidium erymenthus (Ménétriès, 1855)
- Ocypus sericeicollis (Ménétriès, 1832)
- Ophisops (Ménétriès, 1832)
  - Ophisops elegans (Ménétriès, 1832)
- Oxypyga (Ménétriès, 1835)
- Philonthus rotundicollis (Ménétriès, 1832)
- Pieris menestho (Ménétriès, 1832)
- Pseudozizeeria maha argia (Ménétriès, 1857)
- Psilorhamphus guttatus (Ménétriès, 1835)
- Pyriglena maura (Ménétriès, 1835)
- Pyrrhopyga scylla (Ménétriès, 1855)
- Pyrrhopygopsis socrates (Ménétriès, 1855)
- Quedius ochripennis (Ménétriès, 1832)
- Quedius vicinus (Ménétriès, 1832)
- Satyrus archebates (Ménétriès, 1832)
- Sclerurus scansor (Ménétriès, 1835)
- Scytalopus speluncae (Ménétriès, 1835)
- Smerinthus caecus (Ménétriès, 1857)
- Smerinthus sperchius (Ménétriès, 1857)
- Sostrata bifasciata (Ménétriès, 1829)
- Spermophilus pygmaeus musicus (Ménétriès, 1832)
- Trigonoscelis gemmulata (Ménétriès, 1849)